# Bisbat de Frosinone-Veroli-Ferentino

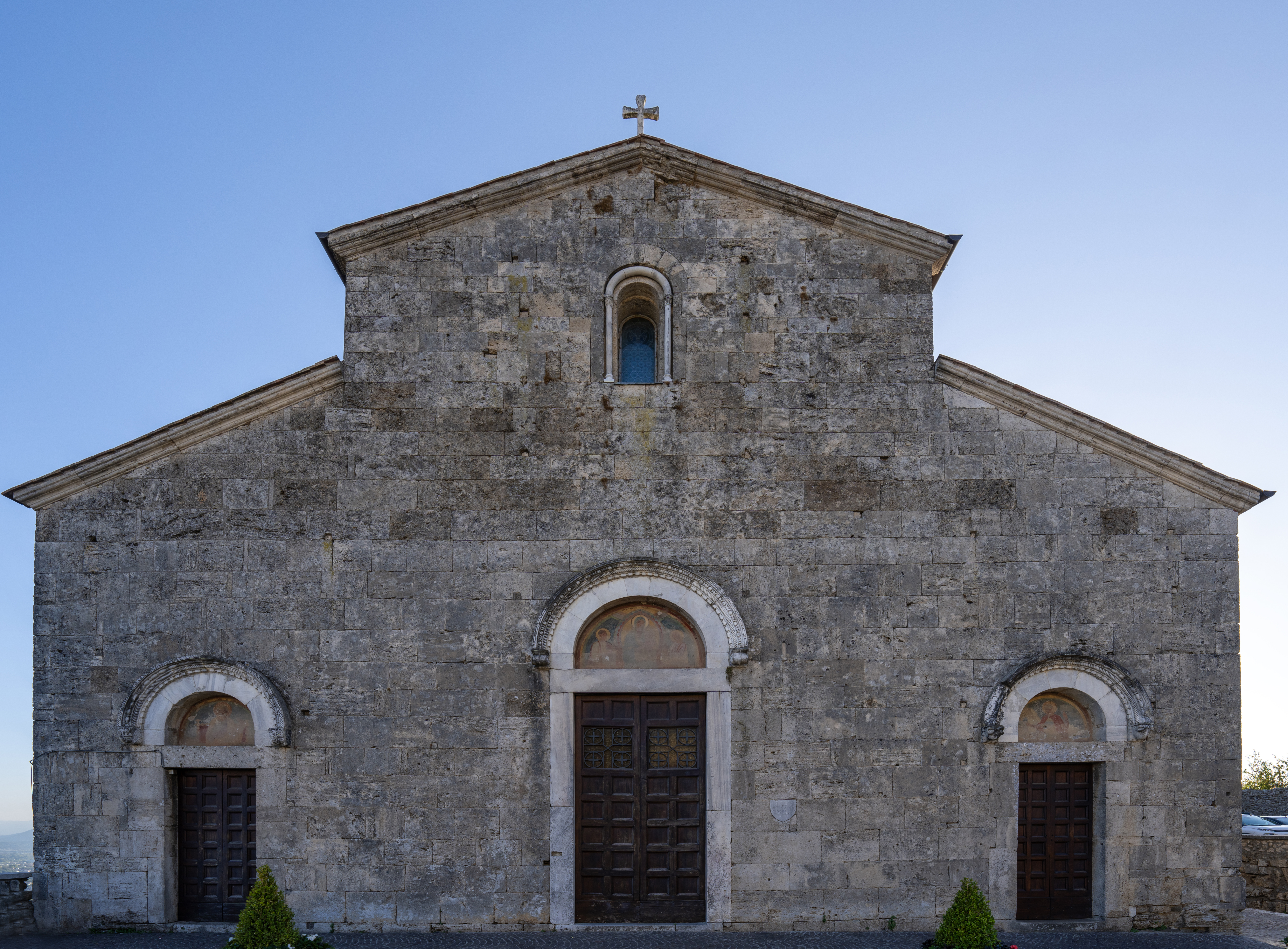
La cocatedral de Ferentino

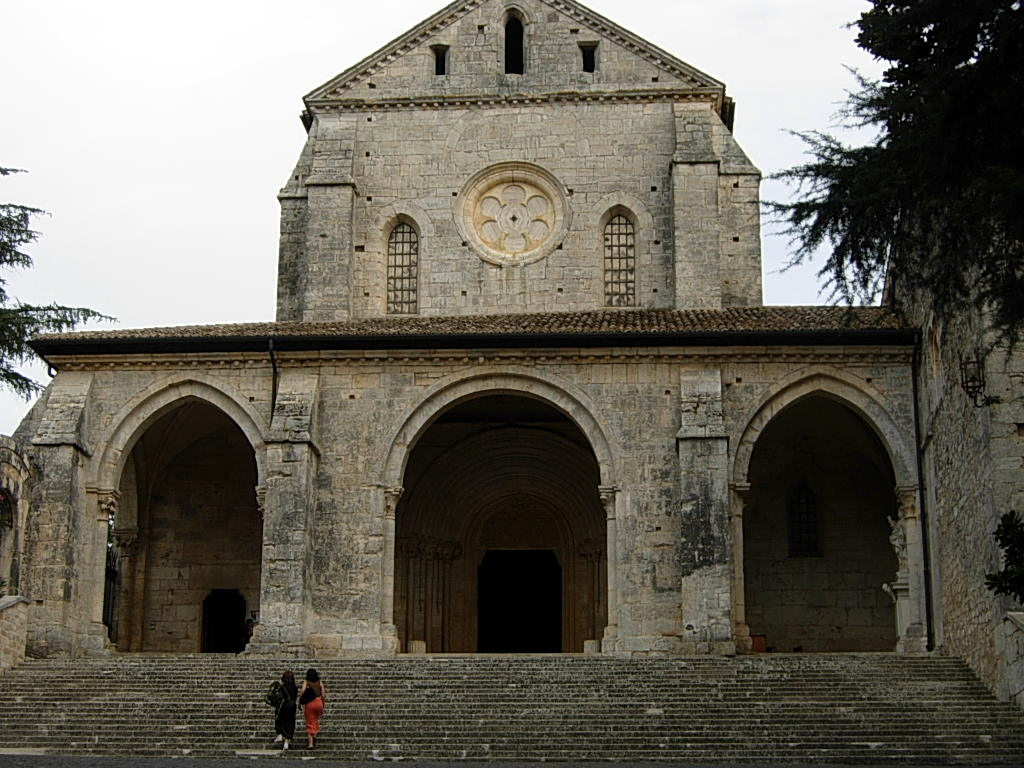
Abadia de Casamari

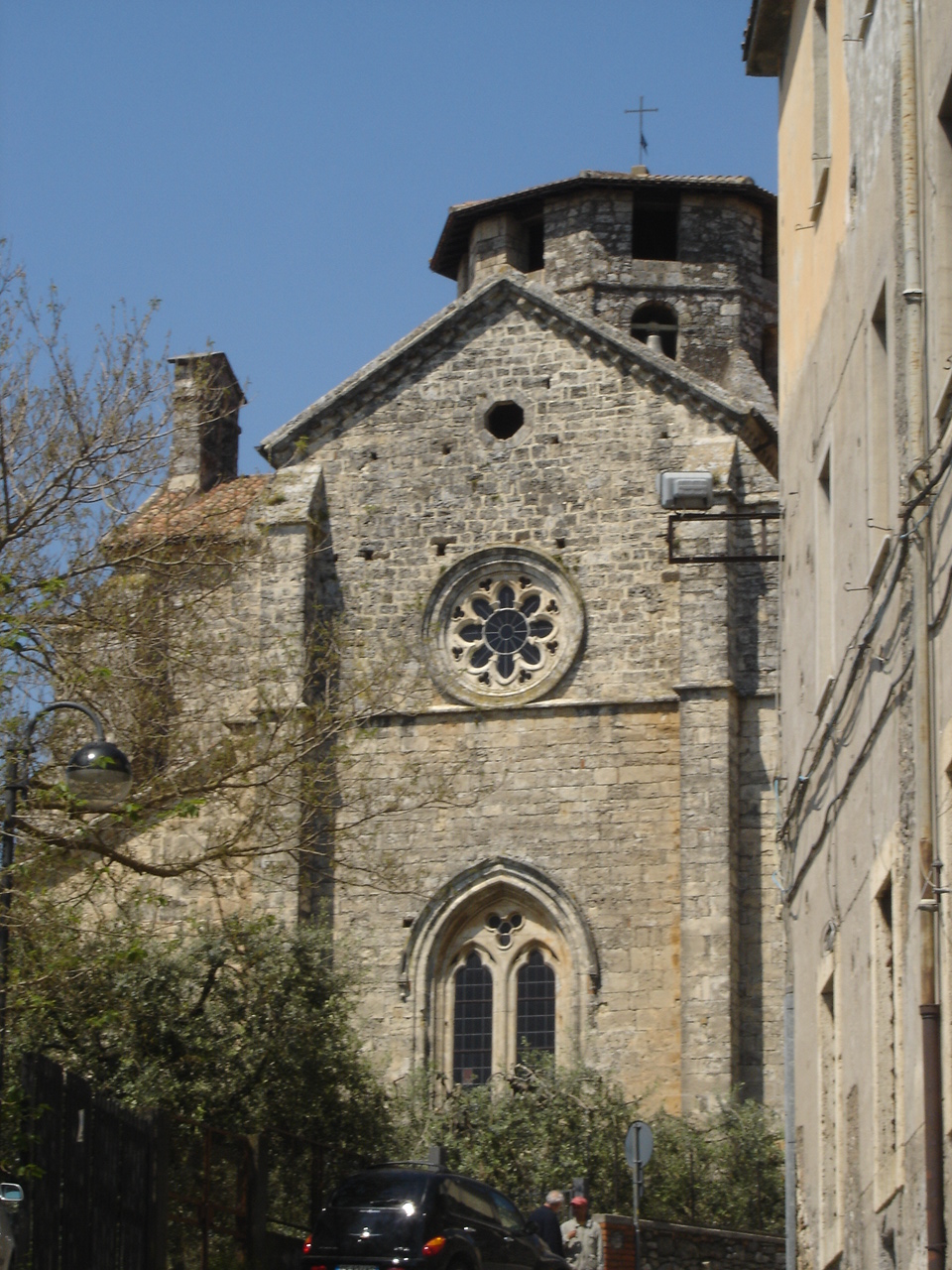
Església abadial de Santa Maria Maggiore a Ferentino

El bisbat de Frosinone-Veroli-Ferentino (italià: diocesi di Frosinone-Veroli-Ferentino; llatí: Dioecesis Frusinatensis-Verulana-Ferentina) és una seu de l'Església catòlica, immediatament subjecta a la Santa Seu, que pertany a la regió eclesiàstica Laci. El 2013 tenia 180.382 batejats d'un total 189.670 habitants. Actualment està regida pel bisbe Ambrogio Spreafico.

## Territori
La diòcesi comprèn al seu territori 21 municipis. Administrativament la diòcesi es troba a la província de Frosinone, llevat el municipi de Prossdei, que es troba a la província de Latina.
La seu episcopal és la ciutat de Frosinone, on es troba la catedral de Santa Maria Assunta. A Veroli i a Ferentino sorgeixen les dues cocatedrals, dedicades respectivament a Sant Andreu apòstol i a Sants Joan i Pau.
El territori està dividit en 82 parròquies, agrupades en 5 vicariats:
- Vicaria de Frosinone: Frosinone,
- Vicaria de Veroli: Veroli, Boville Ernica, Monte San Giovanni Campano;
- Vicaria de Ferentino: Ferentino, Supino;
- Vicaria de Ceccano: Ceccano, Amaseno, Giuliano di Roma, Patrica, Prossedi, Villa Santo Stefano;
- Vicaria de Ceprano: Ceprano, Falvaterra, Strangolagalli, Castro dei Volsci, Pofi, Vallecorsa, Arnara, Torrice, Ripi.

## Història

### Diòcesi de Veroli
Segons la tradició, la proclamació de la fe cristiana es remunta als temps apostòlics i la predicació de Salomé, la mare dels apòstols Jaume i Joan, que vindria a l'antiga ciutat Ernica arran de Pere; acollida a la casa de l'agricultor Mauro, va convertir a la nova fe, i va santificar el primer bisbe de la comunitat verolana. No obstant això, la diòcesi de Veroli només es coneix des del meitat del segle viii: el primer bisbe es documenta Martino (vers 743).
L'Antiguitat de la comunitat cristiana de Veroli és testimoniada per una inscripció funerària, descoberta a la catedral de Veroli, que commemora l'enterrament del sacerdot Marturio l'any 384.
No obstant això, la tradició, no documentada històricament, afirma que Frosinone va ser seu episcopal fins al segle viii i l'antiga diòcesi en el moment de la invasió llombarda es va fusionar amb la veïna Veroli. Hi ha dos bisbes frosonensos documentats, Innocenzo i Papìa, presents en els sínodes romans de 499 i 501. Segons Lanzoni, Innocenzo era en realitat bisbe de Fossombrone, mentre que Papías és clarament el nom d'un bisbe oriental, potser de Caria .
La història de la diòcesi de Veroli està especialment vinculada a la del papat i de la Santa Seu. Originaris de Frosinone eren els papes Hormisdes i Silveri, Joan X va ser empresonat per ordre de Mariozza a la fortalesa de Sant Leucio; els Papes Gregori VII i en 1080 i Pasqual II en 1114 van dur a terme a l'església de Sant Just de Ceprano dos sínodes de l'Església Romana; en 1170 el papa Alexandre III va començar les negociacions de pau amb Frederic Barbarroja al monestir de Sant Erasmus a Veroli.
Va pertànyer a l'antic territori diocesà de Veroli l'abadia de Casamari, important monument del gòtic-cistercenc.
El 29 de febrer de 1956 la Congregació Consistorial, amb el decret In dioecesi Verulana,, va dictaminar que l'antic títol de Veroli s'unís perpètuament amb el títol de Frosinone; en aquest moment la diòcesi va ser rebatejada Veroli-Frosinone. Per un decret de la mateixa Congregació, de 12 d'abril de 1965 la col·legiata de Santa Maria de l'Assumpció de Frosinone va ser elevada a la condició de cocatedral de la diòcesi.

### Diòcesi de Ferentino
També Ferentino, com Veroli, reivindica un origen apostòlic, després d'haver estat evangelitzada, segons la tradició per l'apòstol Pere. No obstant això, el primer bisbe de qui es té certesa és Basso, que va assistir al sínode romà de 487. Això no exclou l'antiguitat de la presència cristiana a la ciutat, com ha estat documentat pel descobriment d'una domus ecclesiae del segle iii en excavacions per sota de la catedral de Ferentino.
A prop Ferentino Pietro del Morrone, que més tard va esdevenir el Papa Celestí V, va fundar el monestir de Sant Antoni, on es va retirar després de la seva renúncia al papat i en el qual, després de la seva mort, van residir les seves restes fins al 1327.

### Diòcesi de Frosinone-Veroli-Ferentino
El 21 de desembre 1973, amb el nomenament de monsenyor Michele Federici, les dues diòcesis de Frosinone-Veroli i Ferentino es van unir in persona episcopi. El nou bisbe va situar la seva seu a l'episcopi de Frosinone.
A partir de 1981 els episcopats d'Angelo Cella i el seu successor, Salvatore Boccaccio va tractar de donar a tota la diòcesi un entorn pastoral homogeni i d'arribar a tota la comunitat diocesana, amb especial atenció als més febles.
El 30 de setembre de 1986, de conformitat amb el decret Instantibus votis de la Congregació per als Bisbes, la unió de Veroli-Frosinone i Ferentino i esdevingué plena i la diòcesi resultant assumí el seu actual nom.
El 16 de setembre de 2001, la diòcesi va rebre la visita pastoral de Joan Pau II.

## Cronologia episcopal

### Bisbes de Veroli
- San Mauro †
- Martino † (citat el 743 aproximadament)
- Arnaldo † (citat el 853)
- Ildebrando † (inicis de 861 - finals de 869)
- Giovanni I † (inicis de 959 - finals de 963)
- Sergio † (citat el 1024)
- Gerardo † (citat el 1036)
- Benedetto I † (citat el 1049)
- Placido † (citat el 1059)
- Giovanni II † (citat el 1066)
- Onesto † (inicis de 1070 - finals de 1090)
- Alberto † (inicis de 1094 - 1106 mort)
- Agostino † (1106 - 1111 mort)
- Leto I † (1111 - ?)
- Stefano † (citat el 1134)
- Leone I † (inicis de 1140 - 1144)
- Oddone I † (vers 1145 - 1147 mort)
- Leone II † (1147 - 1160 mort)
- Framondo † (1160 - 1181 mort)
- Ambrogio † (1181 - 1188 mort)
- Roberto † (1188 - vers 1189)
- Oddone II † (1190 - 1012 mort)
- Leto II † (citat el 1217)
- Giovanni III † (1223 - 1250 mort)
- Giovanni IV † (11 de maig de 1252 - 1253 mort)
- Giovanni Gioffredi † (1253 - 1258 mort)
- Andrea † (citat el 1259)
- Gregorio † (1261 - 1278 mort)
- Loterio † (1280 - 1314 mort)
- Tommaso † (9 de febrer de 1317 - 1329 mort)
- Adiutorio † (27 d'abril de 1331 - 1354 mort)
- Guido † (18 de març de 1355 - 1363 mort)
- Giovanni VI † (12 de juny de 1363 - 1382 o 1383 mort)
  - Nicola Rosati † (20 d'abril de 1379 - ?) (antibisbe)
- Gianfrancesco de Bellanti † (1384 - 1387 nomenat bisbe de Narni)
- Bartolomeo † (1396 - 1420 mort)
- Benedetto II † (4 d'abril de 1422 - 1437 mort)
- Clemente Bartolomei, O.S.A. † (5 de desembre de 1437[3] - 1457 renuncià o mort)
- Angelo Mancino Lupi di Cave † (12 d'agost de 1457 - 10 d'octubre de 1463 nomenat bisbe de Sora)
- Fabrizio Novelli † (3 de febrer de 1464 - 1468 mort)
- Giovanni Paolo Ponziani † (13 de juny de 1468 - de juliol de 1503 mort)[4]
- Ennio Filonardi † (4 d'agost de 1503 - 1538 renuncià)
- Antonio Filonardi † (12 d'agost de 1538 - 1560 mort)
- Benedetto Salino † (19 de juny de 1560 - 1567 mort)
- Ortensio Battisti † (28 de novembre de 1567 - 1594 mort)
- Eugenio Fucci † (12 d'octubre de 1594 - 1608 mort)
- Girolamo Asteo, O.F.M.Conv. † (17 de novembre de 1608 - 15 d'agost de 1626 mort)
- Baglione Carradore † (16 de novembre de 1626 - 5 de juny de 1628 nomenat bisbe dels Marsos)
- Vincenzo Lanteri, C.O. † (19 de juny de 1628 - 16 de setembre de 1649 mort)
- Alessandro Argoli † (23 d'octubre de 1651 - 26 d'abril de 1654 mort)
- Francesco Lombardi † (21 d'abril de 1655 - 1660 mort)
- Francesco Angelucci † (5 d'abril de 1660 - 15 de desembre de 1674 mort)
- Riccardo Annibaleschi † (27 de maig de 1675 - de març de 1689 mort)
- Domenico Zauli † (6 de març de 1690 - 26 d'abril de 1708 renuncià)
- Ludovico Anselmo Gualterio † (30 d'abril de 1708 - 21 de gener de 1715 nomenat bisbe de Todi)
- Lorenzo Tartagni † (1 d'abril de 1715 - 1 de setembre de 1751 renuncià)
- Pietro Saverio Antonini † (20 de setembre de 1751 - 27 de maig de 1761 renuncià)
- Giovanni Battista Giacobini † (17 d'agost de 1761 - 24 de març de 1786 mort)
- Antonio De Rossi † (18 de desembre de 1786 - de maig de 1811 mort)
  - Sede vacante (1811-1814)
- Francesco Maria Cipriani, O.S.B.Cel. † (26 de setembre de 1814 - 28 de desembre de 1843 mort)
- Mariano Venturi † (22 de juliol de 1844 - 14 de juliol de 1854 mort)
- Luigi Zannini † (30 de novembre de 1854 - 9 de desembre de 1857 renuncià)
- Fortunato Maurizi † (21 de desembre de 1857 - 22 de setembre de 1868 mort)
- Giovanni Battista Maneschi † (21 de desembre de 1868 - 15 d'agost de 1891 mort)
- Paolo Fioravanti † (14 de desembre de 1891 - 17 de maig de 1909 mort)
- Luigi Fantozzi † (10 de juliol de 1909 - 1 de gener de 1931 renuncià)
- Francesco de Filippis † (11 de març de 1931 - 26 de novembre de 1942 nomenat arquebisbe de Bríndisi)
- Emilio Baroncelli † (22 de gener de 1943 - 12 d'agost de 1955 nomenat bisbe de Recanati)

### Bisbes de Veroli-Frosinone
- Carlo Livraghi † (10 de març de 1956 - 14 d'abril de 1962 renuncià)
- Luigi Morstabilini † (11 d'agost de 1962 - 7 d'octubre de 1964 nomenat bisbe de Brescia)
- Giuseppe Marafini † (14 de novembre de 1964 - 10 d'agost de 1973 mort)
- Michele Federici † (21 de desembre de 1973 - 23 de novembre de 1980 mort)
- Angelo Cella, M.S.C. † (6 de juny de 1981 - 30 de setembre de 1986 nomenat bisbe de Frosinone-Veroli-Ferentino)

### Bisbes de Ferentino
- Concordio ? † (vers 316)
- Basso † (inicis de 487 - finals de 499)
- Innocenzo † (inicis de 501 - finals de 504)
- Bono † (citat el 556)
- San Redento ? † (561)[5]
- Luminoso † (inicis de 595 - finals de 601)
- Bonito † (citat el 649)
- Agnello † (citat el 721)
- Stefano I † (citat el 761)
- Sergio † (citat el 769)
- Giovanni I † (796 - 826)
- Adriano † (citat el 853)
- Pietro I † (citat el 861)
- Giovanni II † (citat el 867)
- Stefano II † (citat el 879)
- Benedetto I † (citat el 942)
- Romano † (citat el 963)
- Ignizzo † (citat el 969)
- Domenico I † (citat el 993)
- Alfrido † (citat el 998)
- Placido I † (citat el 1001)
- Benedetto II † (citat el 1012)
- Alessandro I † (citat el 1059)
- Roberto † (citat el 1061)
- Placido II † (citat el 1082)
- Agostino † (1106 - 1111)
- Placido III † (1111 - vers 1131)
  - Siro † (1130- 1138) (antibisbe)
- Trasmondo † (1138 - 22 de març de 1148 mort)
- Ubaldo † (1148 - 1160 deposat)
- Rodolfo † (1161 - vers 1191 mort)
- Berardo † (1191 - 22 de gener de 1203 mort)
- Alberto I † (22 de maig de 1203 - finals de 1209)
- Landolfo I † (1222)
- Donato † (1229 - finals de 1241)
- Giacomo I, O.F.M. † (1244 - 1254 mort)
- Ridolfo ? † (1254)
- Matteo I † (citat el 1266)
- Giacomo II, O.P. † (1276 - finals de 1290 mort)
- Landolfo II Rossi † (29 de març de 1298 - 1303 mort)
- Berardo[6] † (10 de gener de 1304 - ?)
- Filippo II † (8 de febrer de 1319 - ? mort)
- Matteo II † (1344 - ?)[7]
- Filippo III † (1348 - 1350 mort)
- Pietro Ruggeri † (5 de novembre de 1348 - ? mort)
  - Dionigi I, O.E.S.A. † (inicis de 1364 - 10 de gener de 1364 nomenat bisbe d'Ariano)[8]
- Alberto II, O.E.S.A. † (14 de juliol de 1374 - vers 1392 mort)
  - Gilberto, O.F.M. † (20 d'abril de 1379 - ? mort) (antibisbe)
  - Angelo, O.F.M. † (20 d'agost de 1395 - ?) (antibisbe)
- Giovanni Panella † (8 de març de 1392 - 15 de maig de 1395 nomenat arquebisbe de Durazzo)
- Nicola Vincioni † (21 de maig de 1395 - 1409 deposat)
- Francesco Antonio Sisti, O.F.M. † (9 d'agost de 1409 - 1433 mort)
  - Angelo † (1409) (antibisbe)
  - Gregorio † (1409) (antibisbe)
- Antonio Boccabella, O.F.M. † (23 de desembre de 1435 - 24 de gener de 1445 mort)
- Giovanni IV, O.S.A. † (12 de febrer de 1445 - ? mort)
- Andrea De Laurenzi † (28 de setembre de 1453 - 1498 mort)
- Pietro De Fenestrosa † (4 de juliol de 1498 - 22 de setembre de 1499 mort)
- Francesco Fillipperi † (11 d'octubre de 1499 - 15 de març de 1510 mort)
- Tranquillo De Macarazzi † (16 de desembre de 1510 - 6 d'abril de 1548 mort)
- Sebastiano Antonio Pighini † (4 de juny de 1548 - 30 de maig de 1550 nomenat arquebisbe de Manfredonia)
- Dionisio de Robertis, O.S.M. † (30 de maig de 1550 - 30 de març de 1554 nomenat arquebisbe de Manfredonia)
- Aurelio Tribaldeschi † (30 d'abril de 1554 - vers 1584 mort)
- Silvio Galassi † (3 de juny de 1585 - 1591 mort)
- Orazio Ciceroni † (31 de juliol de 1591 - 1603 mort)
- Fabrizio Campi † (7 d'abril de 1603 - 15 de juny de 1605 mort)
- Dionigi Morelli † (3 d'agost de 1605 - 13 d'octubre de 1612 mort)
- Ennio Filonardi † (19 de novembre de 1612 - 1644 mort)
- Enea Spennazzi † (23 de maig de 1644 - 1658 mort)
- Ottavio Roncioni † (8 de juliol de 1658 - 2 de juliol de 1676 mort)
- Giovan Carlo Antonelli † (11 de gener de 1677 - 20 d'abril de 1694 mort)
- Valeriano Chierichelli o Cierchielli † (21 de juny de 1694 - 14 de maig de 1718 mort)
- Simone Gritti † (8 de juliol de 1718 - 23 de desembre de 1729 nomenat bisbe d'Acquapendente)
- Fabrizio Borgia † (23 de desembre de 1729 - 2 de setembre de 1754 mort)
- Pietro Paolo Tosi † (16 de setembre de 1754 - 31 de març de 1798 mort)
- Nicola Buschi † (11 d'agost de 1800 - 23 de setembre de 1813 mort)
- Luca Amici † (15 de març de 1815 - 8 de febrer de 1818 mort)
- Gaudenzio Patrignani, O.F.M. † (25 de maig de 1818 - 15 de febrer de 1823 mort)
- Giuseppe-Maria Lais † (10 de març de 1823 - 18 de gener de 1836 mort)
- Vincenzo Macioti † (1 de febrer de 1836 - 5 d'agost de 1840 mort)
- Giovanni Battista Canale † (14 de desembre de 1840 - 24 de gener de 1842 nomenat arquebisbe titular de Colossi)
- Antonio Benedetto Antonucci † (22 de juliol de 1842 - 25 de juliol de 1844 nomenat arquebisbe titular de Tars)
- Bernardo Maria Tirabassi † (20 de gener de 1845 - 2 de gener de 1865 mort)
- Gesualdo Vitali † (27 de març de 1865 - 31 de desembre de 1879 mort)
- Pietro Facciotti † (27 de febrer de 1880 - 19 d'abril de 1897 renuncià)
- Domenico Bianconi † (19 d'abril de 1897 - 12 de juny de 1922 mort)
- Alessandro Fontana † (11 de desembre de 1922 - 21 de desembre de 1941 mort)
- Tommaso Leonetti † (14 d'abril de 1942 - 10 de juliol de 1962 nomenat arquebisbe de Càpua)
- Costantino Caminada † (21 de juliol de 1962 - 6 de novembre de 1972 mort)
- Umberto Florenzani † (27 de gener de 1973 - 21 de desembre de 1973 nomenat bisbe d'Anagni)
- Michele Federici † (21 de desembre de 1973 - 23 de novembre de 1980 mort)
- Angelo Cella, M.S.C. † (6 de juny de 1981 - 30 de setembre de 1986 nomenat bisbe de Frosinone-Veroli-Ferentino)

### Bisbes de Frosinone-Veroli-Ferentino
- Angelo Cella, M.S.C. † (30 de setembre de 1986 - 9 de juliol de 1999 jubilat)
- Salvatore Boccaccio † (9 de juliol de 1999 - 18 d'octubre de 2008 mort)
- Ambrogio Spreafico, des del 18 d'octubre de 2008

## Estadístiques
A finals del 2013, la diòcesi tenia 180.382 batejats sobre una població de 189.670 persones, equivalent 95,1% del total.
| any                                          | població | població | població | sacerdots | sacerdots       | sacerdots       | sacerdots             | diaques | religiosos | religiosos | parroquies |
| -------------------------------------------- | -------- | -------- | -------- | --------- | --------------- | --------------- | --------------------- | ------- | ---------- | ---------- | ---------- |
| any                                          | batejats | total    | %        | total     | clergat secular | clergat regular | batejats por sacerdot | diaques | homes      | dones      |            |
| diòcesi de Veroli (després Veroli-Frosinone) |          |          |          |           |                 |                 |                       |         |            |            |            |
| 1950                                         | 96.700   | 96.730   | 100,0    | 176       | 86              | 90              | 549                   |         | 121        | 240        | 44         |
| 1970                                         | 112.089  | 112.256  | 99,9     | 150       | 73              | 77              | 747                   |         | 87         | 329        | 57         |
| 1980                                         | 120.286  | 120.428  | 99,9     | 138       | 62              | 76              | 871                   |         | 104        | 219        | 60         |
| diòcesi de Ferentino                         |          |          |          |           |                 |                 |                       |         |            |            |            |
| 1950                                         | 54.500   | 55.000   | 99,1     | 63        | 39              | 24              | 865                   |         | 35         | 103        | 23         |
| 1970                                         | ?        | 54.100   | ?        | 67        | 38              | 29              | ?                     |         | 33         | 120        | 24         |
| 1980                                         | 55.902   | 56.000   | 99,8     | 60        | 33              | 27              | 931                   |         | 30         | 112        | 28         |
| diòcesi de Frosinone-Veroli-Ferentino        |          |          |          |           |                 |                 |                       |         |            |            |            |
| 1990                                         | 175.227  | 176.142  | 99,5     | 154       | 72              | 82              | 1.137                 |         | 99         | 210        | 77         |
| 1999                                         | 184.000  | 185.510  | 99,2     | 131       | 71              | 60              | 1.404                 |         | 69         | 206        | 79         |
| 2000                                         | 184.000  | 185.510  | 99,2     | 131       | 71              | 60              | 1.404                 |         | 69         | 206        | 79         |
| 2001                                         | 185.841  | 188.641  | 98,5     | 138       | 65              | 73              | 1.346                 |         | 80         | 228        | 80         |
| 2002                                         | 191.000  | 193.750  | 98,6     | 120       | 67              | 53              | 1.591                 |         | 61         | 205        | 80         |
| 2003                                         | 189.000  | 191.830  | 98,5     | 121       | 67              | 54              | 1.561                 |         | 66         | 233        | 82         |
| 2004                                         | 187.150  | 187.874  | 99,6     | 131       | 76              | 55              | 1.428                 | 1       | 67         | 198        | 82         |
| 2006                                         | 187.230  | 188.228  | 99,5     | 140       | 78              | 62              | 1.337                 | 1       | 73         | 222        | 82         |
| 2013                                         | 180.382  | 189.670  | 95,1     | 107       | 70              | 37              | 1.685                 | 1       | 53         | 128        | 82         |

### Per la seu de Veroli
- Francesco Lanzoni, Le diocesi d'Italia dalle origini al principio del secolo VII (an. 604), vol. I, Faenza 1927, pp. 169–170 (italià)
- Giuseppe Cappelletti, Le Chiese d'Italia dalla loro origine sino ai nostri giorni, vol. VI, Venècia 1847, pp. 467–514 (italià)
- Pius Bonifacius Gams, Series episcoporum Ecclesiae Catholicae, Leipzig 1931, pp. 738–739 (llatí)
- Konrad Eubel, Hierarchia Catholica Medii Aevi, vol. 1 Arxivat 2019-07-09 a Wayback Machine., p. 523; vol. 2 Arxivat 2018-10-04 a Wayback Machine., p. 266; vol. 3 Arxivat 2019-03-21 a Wayback Machine., p. 331; vol. 4 Arxivat 2018-10-04 a Wayback Machine., p. 365; vol. 5, p. 412; vol. 6, p. 439 (llatí)

### Per la seu de Ferentino
- Francesco Lanzoni, Le diocesi d'Italia dalle origini al principio del secolo VII (an. 604), vol. I, Faenza 1927, pp. 167–168 (italià)
- Giuseppe Cappelletti, Le Chiese d'Italia dalla loro origine sino ai nostri giorni, vol. VI, Venècia 1847, pp. 391–432 (italià)
- Gaetano Moroni, Dizionario di erudizione storico-ecclesiastica, vol. XXIII, Venècia 1843, pp. 292–301 (italià)
- Pius Bonifacius Gams, Series episcoporum Ecclesiae Catholicae, Leipzig 1931, pp. 691–692 (llatí)
- Konrad Eubel, Hierarchia Catholica Medii Aevi, vol. 1 Arxivat 2019-07-09 a Wayback Machine., pp. 246–247; vol. 2 Arxivat 2018-10-04 a Wayback Machine., p. 153; vol. 3 Arxivat 2019-03-21 a Wayback Machine., p. 195; vol. 4 Arxivat 2018-10-04 a Wayback Machine., pp. 185–186; vol. 5, p. 199; vol. 6, p. 214(llatí)